# 진양홀딩스
진양홀딩스(영어: Chinyang Holdings)는 KPX그룹의 계열사이다.

## 역사
1980년대 재계 서열 7위였던 국제그룹이 전두환 정권에 의해 부실 기업이라는 이유로 해체되자 창업자인 양규모 회장이 진양화학을 발판 삼아 성장시킨 KPX그룹을 시작으로 한다.
2008년 1월 7일부로 진양산업, 진양화학, 진양폴리우레탄의 투자사업부문을 각각 분할함과 동시에 합병하여 설립되었다.

## 같이 보기
- 국제그룹
- KPX그룹